# Ааре, Юхан
Юхан А́аре (эст. Juhan Aare, в советское время носил отчество Йоханнесович; 20 февраля 1948, Таллин, Эстонская ССР — 6 октября 2021) — советский и эстонский журналист и политик.
В семидесятых-восьмидесятых годах — комментатор Эстонского Телевидения. В 1988 году был одним из основателей Движения эстонских зелёных. В марте 1989 г. избран народным депутатом СССР от Пярнуского городского национально-территориального округа Эстонии. Был членом Совета Национальностей Верховного Совета СССР, членом Комитета Верховного Совета СССР по вопросам экологии и рационального использования природных ресурсов.
В 1992—1999 гг. был депутатом эстонского парламента (Рийгикогу).